# 随伴公式 (代数幾何学)
数学、特に代数幾何学や複素多様体論では、随伴公式(adjunction formula)は多様体の標準バンドルとその多様体の内側の超曲面を関係付ける。射影多様体のようなうまく振る舞いの定義できる空間の中へ埋め込まれた多様体についての事実を引き出したり、帰納的に定理を証明したりすることに良く使われる。

## 滑らかな部分多様体に対する公式
X を滑らかな(smooth)代数多様体、あるいは、滑らかな複素多様体とし、Y を X の部分多様体とする。埋め込み写像 Y → X を i と書き、X の中の Y のイデアル層(ideal sheaf)を {\displaystyle {\mathcal {I}}} と書く。i に対する余法完全系列(conormal exact sequence)は、
{\displaystyle 0\to {\mathcal {I}}/{\mathcal {I}}^{2}\to i^{*}\Omega _{X}\to \Omega _{Y}\to 0}
であり、ここに Ω は余接束を表す。この完全系列の行列式は、自然な同型
{\displaystyle \omega _{Y}=i^{*}\omega _{X}\otimes \operatorname {det} ({\mathcal {I}}/{\mathcal {I}}^{2})^{\vee },}
を導く。ここに {\displaystyle \vee } はラインバンドルの双対を表す。

### 滑らかな因子の特別な場合
D を X 上の滑らかな因子とすると、D の法バンドル(normal bundle)は X 上のラインバンドル {\displaystyle {\mathcal {O}}(D)} へ拡張され、D のイデアル層はその双対 {\displaystyle {\mathcal {O}}(-D)} に対応する。余法バンドル {\displaystyle {\mathcal {I}}/{\mathcal {I}}^{2}} は {\displaystyle i^{*}{\mathcal {O}}(-D)} であり、上の式と組み合わせると、次の式を得る。
{\displaystyle \omega _{D}=i^{*}(\omega _{X}\otimes {\mathcal {O}}(D))\ .}
標準類のことばでは、このことは、
{\displaystyle K_{D}=(K_{X}+D)|_{D}}
であることを意味している。これらの 2つの式を随伴公式(adjunction formula)と呼ぶ。

## ポアンカレの留数
制限写像 {\displaystyle \omega _{X}\otimes {\mathcal {O}}(D)\to \omega _{D}} はポアンカレの留数(Poincaré residue)と呼ばれる。X が複素多様体の場合は、切断上で、ポアンカレの留数は次のように表現できる。函数 f が零点集合 D 上の開集合を固定すると、U 上の{\displaystyle {\mathcal {O}}(D)} の任意の切断が s/f として書くことができる。ここに s は U 上の正則函数である。η を {\displaystyle \omega _{X}} の U 上の切断とすると、ポアンカレの留数は、写像
{\displaystyle \eta \otimes {\frac {s}{f}}\mapsto s{\frac {\partial \eta }{\partial f}}{\bigg |}_{f=0}}
であり、すなわち、体積形式 η へベクトル場 ∂/∂f を適用することで構成され、従って、正則函数 s による掛け算となる。ある i に対し、
∂f/∂zi ≠ 0 となるような U の局所座標 z1, ..., zn が存在すると、この式は
{\displaystyle {\frac {g(z)\,dz_{1}\wedge \dotsb \wedge dz_{n}}{f(z)}}\mapsto (-1)^{i-1}{\frac {g(z)\,dz_{1}\wedge \dotsb \wedge {\widehat {dz_{i}}}\wedge \dotsb \wedge dz_{n}}{\partial f/\partial z_{i}}}{\bigg |}_{f=0}}
とも表すことができる。
ポアンカレの留数の見方としてもう一つの方法は、同型
{\displaystyle \omega _{D}\otimes i^{*}{\mathcal {O}}(-D)=i^{*}\omega _{X}.}
として、随伴公式を解釈する方法である。前述のように、開集合 U 上では、{\displaystyle i^{*}{\mathcal {O}}(-D)} の切断は、正則函数 s と微分形式 df/f の積である。ポアンカレの留数は、{\displaystyle \omega _{D}} の切断と {\displaystyle i^{*}{\mathcal {O}}(-D)} の切断とのウェッジ積を取る写像である。

## 随伴公式の逆
余法(conormal)な完全系列が短完全系列ではない場合には、随伴公式は成立しない。しかしながら、これが成立しないことを D の特異点を持った X の特異性と関連付けることができる。この種類の定理は、随伴公式の逆(inversion of adjunction)と呼ばれる。これらは現代の双有理幾何学での重要なツールである。

## 曲線への応用
- 平面曲線の種数次数公式(genus-degree formula)は、随伴公式より導くことができる。[1] C ⊂ P2 の次数が d で種数が g の滑らかな平面曲線とし、H を P2 の超曲面のクラス（つまり、直線のクラス）とすると、P2 の標準クラスは −3H である。結局、随伴公式は、C への (d − 3)H の制限と C の標準クラスが等しいことを言っている。この制限は、C へ制限された交叉積 (d − 3)H · dH が同じであり、従って、C の標準クラスの次数は、d(d − 3) である。リーマン・ロッホの定理により、

g − 1 = (d − 3)d − g + 1 であり、この式は次の種数次数公式を意味する。
- {\displaystyle g=(d-1)(d-2)/2\ .}
- 同様に、[2] C が二次曲面 P1×P1 上の滑らかな曲線で双次数(bidegree) (d1,d2) (この意味は d1, d2 は各々の P1 への射影の交叉次数を意味する）を持つ滑らかな曲線とすると、P1×P1 は双次数 (−2,−2) であるので、随伴公式より、C の標準クラスは双次数 (d1,d2) の因子の交叉積であり、(d1−2, d2−2) である。P1×P1 の交叉形式は、双次数の定義と双線型性により {\displaystyle ((d_{1},d_{2}),(e_{1},e_{2}))\mapsto d_{1}e_{2}+d_{2}e_{1}} であるので、リーマン・ロッホの定理より {\displaystyle 2g-2=d_{1}(d_{2}-2)+d_{2}(d_{1}-2)} となり、次の式を得る。
{\displaystyle g=d_{1}d_{2}-d_{1}-d_{2}+1\ .}
- P3 の中の 2つの曲面 D と E の完全交叉（英語版）(complete intersection)である曲線 C の種数は、随伴公式を使い計算することができる。d と e をそれぞれ D と E の次数とすると、D へ随伴公式を適用して標準因子が (d − 4)H であり、これは (d − 4)H と D との交叉積である。C は完全交叉であるので、同じことを E へも施すと、C の標準因子は積 (d + e − 4)H · dH · eH である。つまり、次数 de(d + e − 4) である。リーマン・ロッホの定理により、このことは C の種数が
{\displaystyle g=de(d+e-4)/2+1}

であることを意味する。